# Пигмалион (митологија)
Пигмалион (грч. Pygmlion) је легендарни кипарски вајар чијем је кипу богиња Афродита подарила живот.
Због свеопште неморалности тадашњих жена Пигмалион није хтео да се жени и живео је само за своју уметност. Међутим, чезнуо је за идеалном женом, па ју је према сопственој представи начинио од слонове кости. То је урадио тако савршено да јој ни једна од смртних жена није била равна. У својој самоћи Пигмалион се у њу толико заљубио да јој је доносио поклоне, украшавао је накитом и облачио као да је жива. Кад је богиња Афродита славила свој празник, принео јој је у храму сјајну жртву и пред жртвеником изговорио бојажљиву молбу да му од тог кипа створи жену. Она му је испунила жељу и кад се вратио кући кип је био жив. У браку оживелог кипа, који је добио име Галатеја, и Пигмалиона родила се Пафа.
Прича о вајару Пигмалиону инспирисала је многе античке и модерне уметнике. Своју верзију овог мита дао је Овидије у свом делу Метаморфозе. Као сценску мелодраму обрадио га је Жан Жак Русо, а јавиле су се и многобројне опере, оперете и комедије које су се бавиле овом темом. У једној песми из 1899. Афродита, за разлику од античке традиције, не оживљава кип и Пигмалион због тога полуди. Основа свих модерних обрада мита о кипарском вајару Пигмалиону је Овидијева верзија дата у Метаморфозама.